# Права ЛГБТ+ особа у Албанији
| \| \| \| \| Застава Албаније \| Застава дугиних боја \| | |
| Положај Албаније                                        | |
| Законска регулатива                                     | |
| Легализација хомосексуалности                           | — од 1995. године, старосна граница за пристанак изједначена 2001. године.                           |
| Родни идентитет                                         | — Не.                                                                                                |
| Антидискриминациони закони                              | — Заштита од дискриминације по сексуалној оријентацији, полним карактеристикама и родном идентитету. |
| Узраст сексуалне сагласности                            | — Једнак.                                                                                            |
| Војна служба                                            | — Гејевима и лезбијкама је дозвољено да служе од 2008.                                               |
| Породична права                                         | |
| Брак                                                    | — Забрањен Уставом.                                                                                  |
| Истополна заједница                                     | Не                                                                                                   |
| Усвајање                                                | Не                                                                                                   |
| Ин витро фертилизација за лезбијке                      | Не                                                                                                   |
| ЛГБТ+ у Албанији                                        | |
| Организације                                            | |
| Права                                                   | |
| Медији                                                  | |
| Догађаји                                                | |
| Особе                                                   | |
| Значајна места                                          | |
| ЛГБТ+ портал                                            | |
| Застава Албаније                                        | Застава дугиних боја                                                                                 |
| Застава Албаније                                        | Застава дугиних боја                                                                                 |

Лезбијке, геј, бисексуалне и трансродне (ЛГБТ) особе у Албанији суочавају се са правним изазовима са којима се не суочавају не-ЛГБТ становници, делом због недостатка законског признања за истополне парове у земљи и преовлађујућих негативних ставова о ЛГБТ особама широм друштва, иако су ЛГБТ особе у Албанији заштићене свеобухватним антидискриминационим законодавством. И мушке и женске истородне сексуалне активности легалне су у Албанији од 1995. године, али домаћинства која воде истополни парови немају право на исту правну заштиту која је доступна паровима супротних полова, при чему истополне заједнице нису признате у земљи у било ком облику.
Албанија се у целини сматра прилично конзервативном, посебно у јавним реакцијама у вези са правима лезбијки, хомосексуалаца, бисексуалаца, трансродних (ЛГБТ) и видљивости ЛГБТ особа; међутим, антидискриминацијско законодавство је учинило да ILGA-Europe Албанију сматра једном од ретких земаља у Европи која експлицитно забрањује дискриминацију на основу родног идентитета. Албанија је ратификовала Протокол бр. 12 уз Европску конвенцију за заштиту људских права и основних слобода; штавише, Албанија је била потписница Декларације УН о сексуалној оријентацији и родном идентитету из 2007. године.
Удружење ИЛГА-Европа је 2015. године Албанију сврстало на 19. место по ЛГБТ правима од 49 посматраних европских земаља. У међувремену, у последњем извештају из 2022. године, недостатак напретка довео је до тога да Албанија буде рангирана као 28. земља у Европи, међу 49 посматраних земаља.

## Закон о истополној сексуалној активности

### Османско царство
Године 1858. Османско царство је легализовало истополне односе.

### Зогистичка ера
Године 1937. Муса Јука, министар унутрашњих послова, био је забринут за праксу хомосексуализма и желео је да „предузме мере свим могућим средствима“ против његове праксе.

### Народна Социјалистичка Република Албанија
Народна Социјалистичка Република Албанија кажњавала је сексуалне односе истополних особа дугим затворским казнама, малтретирањем и остракизмом. У члану 137. Кривичног законика Злочина против друштвеног морала је наведено: „Педерастија се кажњава лишавањем слободе до десет година“. Реч „педерастија“ је коришћена као кодна реч за секс између две одрасле особе које имају пристанак или секс између одрасле особе и детета било ког пола.

### Република Албанија
Албанија је 1995. године декриминализовала сексуално изражавање путем пристанка. Од 2001. године за све, без обзира на пол и/или сексуалну оријентацију, старосна доб за пристанак једнака је 14 година.
У лето 1994. године, Влада Албаније је изнела нацрт Казненог закона по коме би хомосексуалност остала незаконита, али са максималном казном смањеном са претходних десет година затвора на три године. Кампања Друштва геј Албаније у Албанији и међународни притисак оркестриран од стране ИЛГА, у којој је Савет Европе имао важну улогу, довели су до повлачења овог нацрта закона.
Албански парламент је 20. јануара 1995. легализовао споразумне истополне односе у Албанији. Тако је у потпуности укинут члан 137. старог Казненог закона који је проглашен у социјалистичкој Албанији, који је за „хомосексуалац“ предвиђао казну до десет година затвора.